# فريديريك بيتي
فريديريك بيتي (بالفرنسية: Frédéric Petit) هو سياسي فرنسي، ولد في 10 فبراير 1961 في مارسيليا في فرنسا. حزبياً، نشط في الحركة الديمقراطية. وقد انتخب Foreign Trade Advisors of France ‏ وانتخب نائب فرنسي عن دائرة Seventh French legislative constituency for citizens abroad ‏ وقد انضم خلال فترته النيابية ‏ (21 يونيو 2017 – ) للكتلة البرلمانية The Democrats group ‏.

## وصلات خارجية
- الموقع الرسمي